# Marco Tencone
Marco Tencone (1967) è un designer italiano operante nel settore automobilistico.

## Biografia

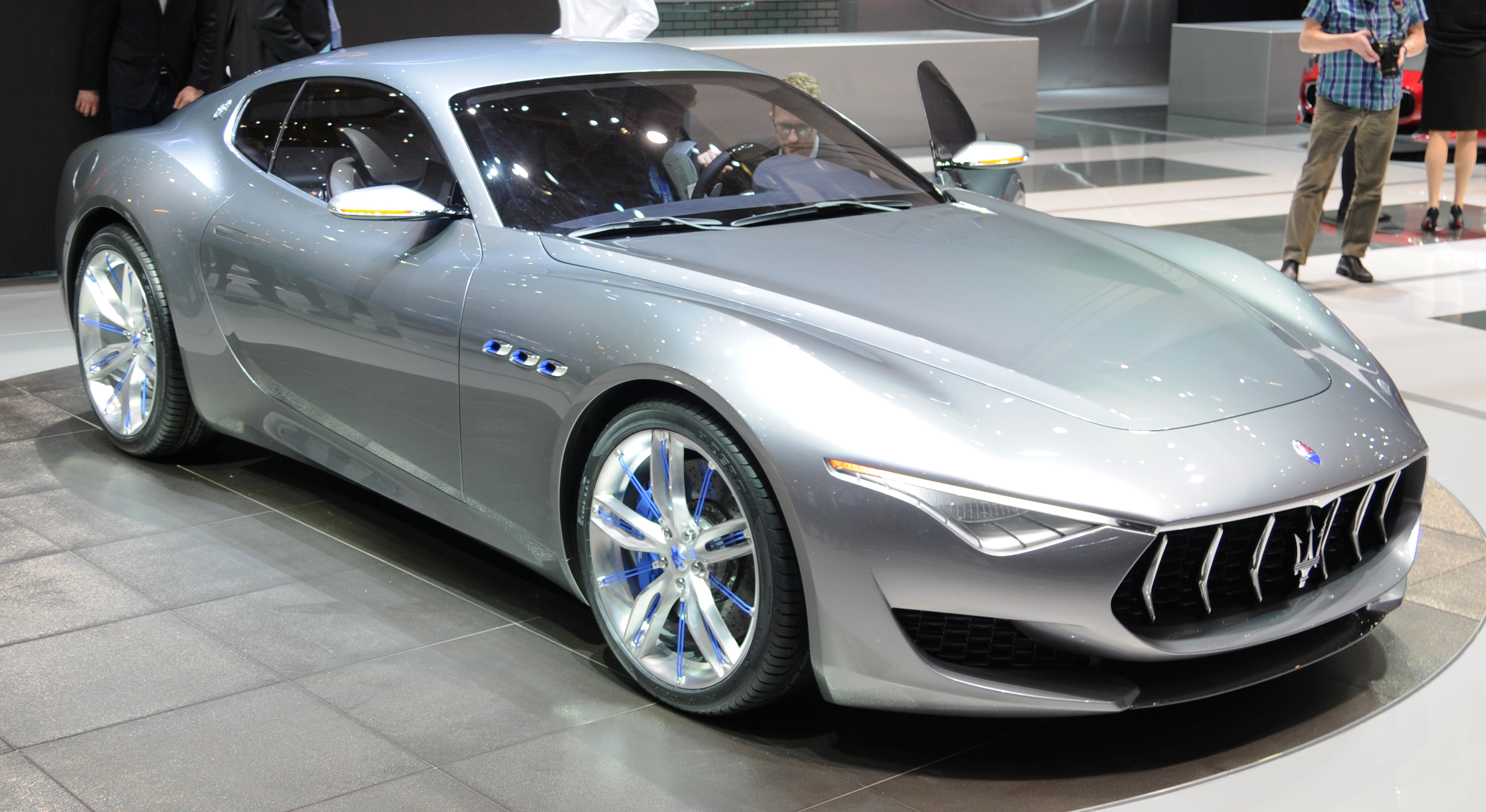
La Maserati Alfieri concept del 2014

Molto legato ai marchi Lancia e Maserati, emerge in Pininfarina sotto la direzione di Enrico Fumia seguendolo alla Lancia nel 1992. 
Acquista visibilità internazionale grazie al suo ruolo di responsabile del centro stile Lancia nel 2004 succedendo a Mike Robinson, sotto il quale era già responsabile degli esterni. Tra le sue partecipazioni più significative di questo periodo vi sono la Lancia Dialogos del 1998 e la Ypsilon del 2003. 

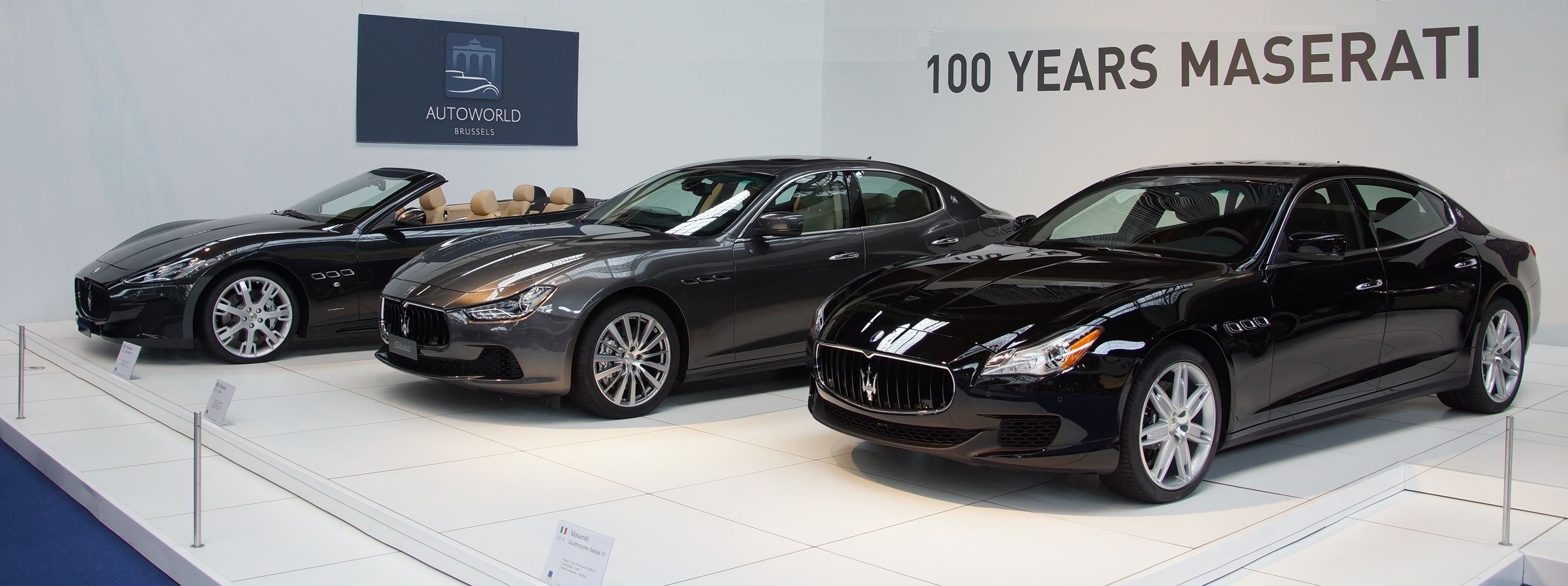
Da destra una Maserati Quattroporte VI e Ghibli III, due vetture supervisionate da Tencone

Supervisionerà anche lo stile della Ypsilon del 2011 realizzata dal centro stile Lancia guidato da Alberto Dilillo. Durante il periodo di riorganizzazione interna di Fiat SpA nel 2009, Tencone copre il ruolo di responsabile generale dello stile dei marchi Lancia, Alfa Romeo e Maserati dove coordina lo stile della Alfa Romeo 4C Concept di Lorenzo Ramaciotti, per poi concentrare il proprio ruolo solo sul marchio del tridente, dove realizza insieme a Ramaciotti la nuova generazione di vetture della casa modenese: dalla concept Kubang alla Quattroporte del 2013, fino alla Ghibli ed alla Alfieri del 2014.

## Alcuni modelli progettati
- Lancia Dialogos concept (1998)
- Alfa Romeo 4C concept (2011)
- Maserati Quattroporte (2013)
- Maserati Alfieri concept (2014)
- Alfa Romeo Giulia (2016)